# Política de la República Democrática del Congo

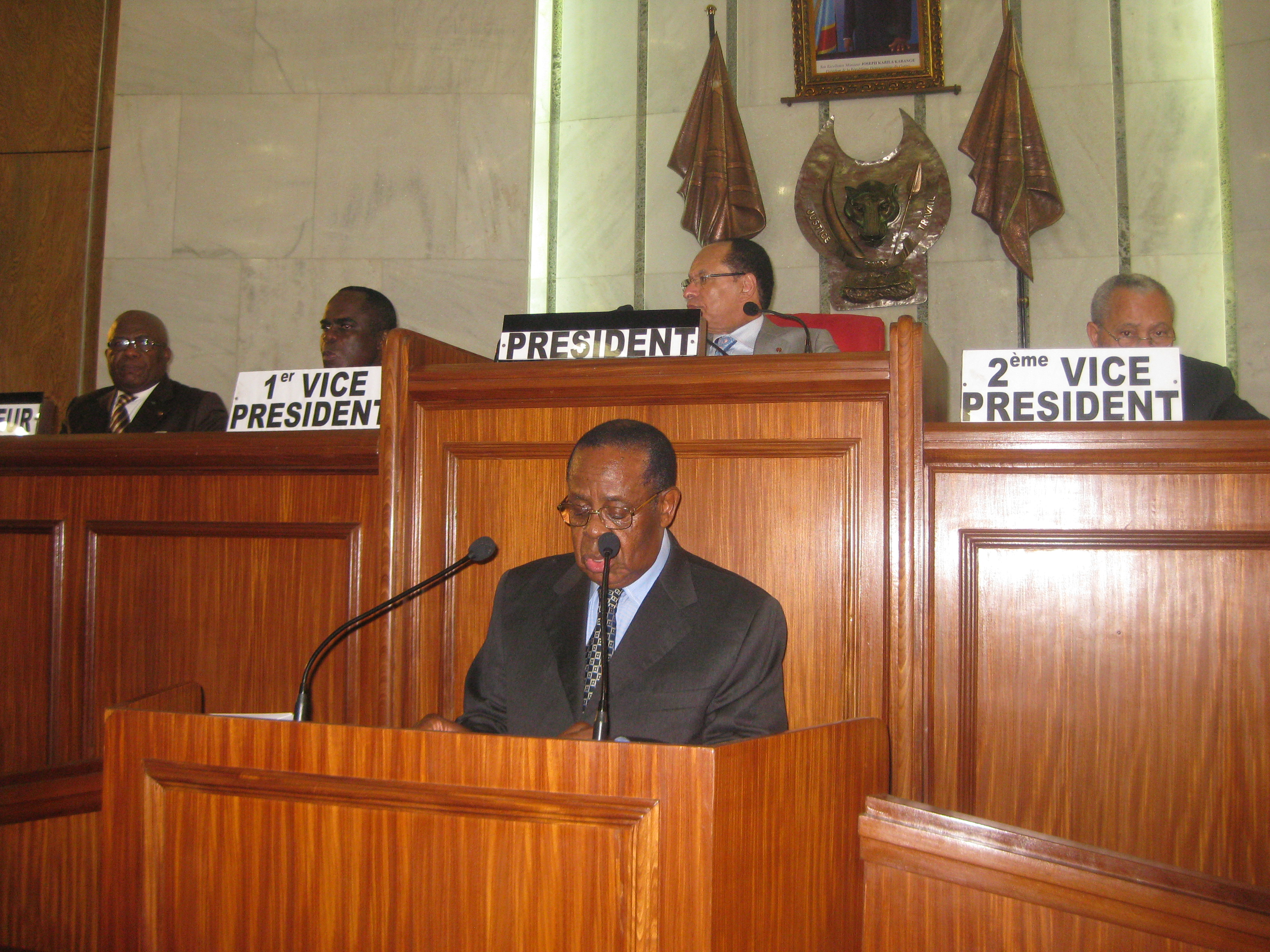
Charles Mwando Nsimba se dirige al Senado de la República Democrática del Congo, presidido por Léon Kengo. Mario-Philippe Losembe se encuentra a la extrema derecha. Edouard Mokolo wa Pombo se encuentra justo a la izquierda de Kengo.

La política de la República Democrática del Congo se ha visto convulsionada desde que el país obtuvo su independencia de Bélgica en 1960.
Pese a que durante a lo largo del año 2005 hubo una escalada de violencia entre los intervinientes, una paz relativa e interrumpida domina la región.
El 18 de febrero de 2006 entró en vigor una nueva constitución votada en referéndum dos meses antes fruto del proceso de paz de 2002. En julio siguiente se celebraron elecciones generales.